# Gonzalo Alfaro Moreno
Gonzalo Alfaro Moreno (28 de abril de 1996, Buenos Aires, Argentina) es un exfutbolista argentino que posee nacionalidad ecuatoriana, jugó de Delantero en Dorados de Sinaloa de la Liga de Expansión MX. Es hijo del exjugador y dirigente deportivo de Barcelona Sporting Club Carlos Alfaro Moreno.

## Clubes
| Club               | País    | Año         |
| ------------------ | ------- | ----------- |
| Toreros F. C.      | Ecuador | 2014 - 2015 |
| Barcelona S. C.    | Ecuador | 2015 - 2019 |
| Liga de Portoviejo | Ecuador | 2020        |
| Olmedo             | Ecuador | 2021 - 2022 |
| Dorados de Sinaloa | México  | 2022 - act. |

### Participaciones internacionales
| Torneo                 | Club            | Resultado    |
| ---------------------- | --------------- | ------------ |
| Copa Sudamericana 2016 | Barcelona S. C. | Primera fase |
| Copa Libertadores 2017 | Barcelona S. C. | Semifinales  |

## Palmarés

### Campeonatos nacionales
| Título                 | Club      | País    | Año  |
| ---------------------- | --------- | ------- | ---- |
| Campeonato Ecuatoriano | Barcelona | Ecuador | 2016 |

- Datos: Q30917784